# Axel Rudolf Danielson

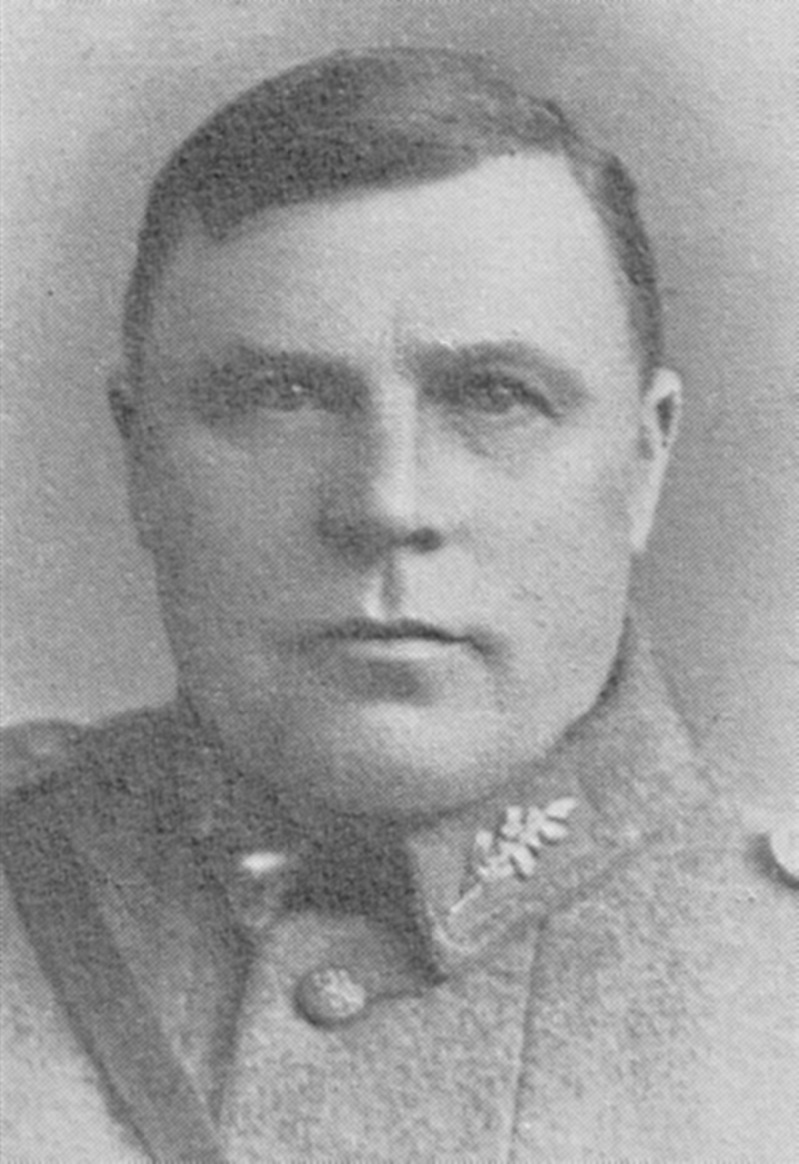
Axel Rudolf Danielson.

Axel Rudolf Danielson, född  21 mars 1888 i Pernå, död 17 oktober 1938 i Borgå, var en finsk jägarmajor. Hans föräldrar var trädgårdsmästaren Karl Gustaf Danielson och Emilia Sofia Johansson. Hans hustru var Anna Maria Arlander.

## Studier
Danielson gick fem klasser i Borgå Lyceum och tog sedan farmaceutexamen år 1909 och arbetade därefter inom apoteksbranschen innan sin militära karriär.

## Jägartiden

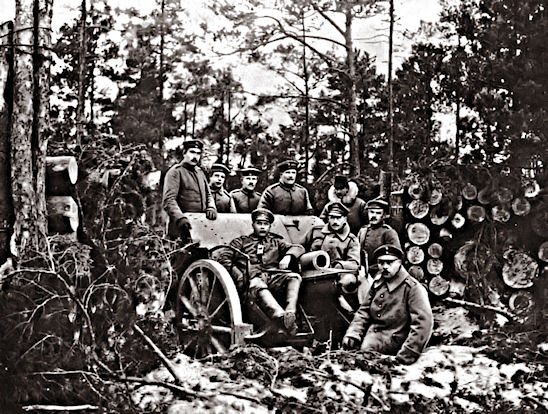
En kanon tillhörande haubitssektionen vid Jägarbataljon 27 i eldställning vid Rigabukten hösten 1916.

Danielson anslöt sig till en av de första frivilliga grupperna, vars mål var att i Tyskland erhålla militär utbildning i en så kallad Pfadfinder-kurs, som anordnades i norra Tyskland i ett utbildningsläger benämnt Lockstedter Lager. Han anmälde sig till lägret den 28 februari 1915. Han stationerades i lägrets andra kompani från vilket han överfördes till den senare bildade Jägarbataljon 27 och dess maskingevärskompani den 10 september 1916. Danielson sökte som frivillig till det nygrundade  Jägarbataljonens artilleri och valdes som en av 26 utvalda på basen av en intervju ledd av Jägarbataljonens kommendör major Bayer.  Han överfördes officiellt till haubitssektionen den 18 mars 1916. Danielson tjänstgjorde initialt som ekonomiunderofficer i artilleridivisionen. Han deltog i striderna under första världskriget vid Tysklands östra front vid floden Misse, Rigabukten, Ekkau-Kekkau och floden Aa.

## Finlands inbördeskrig
Danielson återvände till Finland, befordrad till premiärlöjtnant den 25 februari 1918, tillsammans med jägarnas huvudgrupp. Under finska inbördeskriget kommenderades han till sektionschef för jägarartilleriets andra batteri. Han deltog i striderna i Länkipohja, Pitkäjärvi, Orivesi, Kangasala och Lembois och i erövringen av Tammerfors. Den 11 april 1918 överfördes han till chef för jägarartilleribrigadens andra ammunitionskolonn, med vilken han deltog i striderna på Karelska Näset.

## Tiden efter inbördeskriget
Efter inbördeskriget fick han kommendering till befälhavare för Björkö kustartilleri. Den 11 augusti 1919 stationerades han som befälhavare för kustartilleriregementets 5:e batteri och senare som befälhavare för batteriet på Russaröö. Han avgick som major från tjänst den 27 oktober 1920. Därefter arbetade han som utbildningschef för skyddskåren i Borgå och Borgå landskommun och efter det som affärsman och köpman.